# Apanteles characomae
Apanteles characomae är en stekelart som beskrevs av Jean Risbec 1951. Apanteles characomae ingår i släktet Apanteles och familjen bracksteklar. Inga underarter finns listade i Catalogue of Life.